# جورج ويليام فووت
جورج ويليام فووت (بالإنجليزية: George William Foote)‏ هو صحفي أمريكي، ولد في 11 يناير 1850 في بليموث في المملكة المتحدة، وتوفي في 17 أكتوبر 1915.